# Lista de deputados estaduais de Mato Grosso da 15.ª legislatura
Essa é uma lista de deputados estaduais do Mato Grosso eleitos para o período 2003-2007.

## Composição das bancadas
| Partido | Líder                          | Bancada | Posição      |
| ------- | ------------------------------ | ------- | ------------ |
| PSDB    | Chico Daltro                   | 7 / 24  | Oposição     |
| PFL     | Joaquim Sucena                 | 3 / 24  | Governo      |
| PMDB    | Pastor Nataniel de Jesus       | 3 / 24  | Oposição     |
| PL      | Humberto Bosaipo               | 2 / 24  | Independente |
| PSB     | Eliene Lima                    | 2 / 24  | Oposição     |
| PT      | Ságuas Moraes                  | 2 / 24  | Oposição     |
| PPS     | João Malheiros                 | 2 / 24  | Governo      |
| PMN     | Sérgio Ricardo                 | 1 / 24  | Independente |
| PPB     | José Carlos Freitas            | 1 / 24  | Governo      |
| PTB     | Engº Sebastião Machado Rezende | 1 / 24  | Independente |

## Deputados estaduais
| Número | Deputados estaduais eleitos    | Partido | Votação | Percentual | Cidade onde nasceu    | Unidade federativa |
| 45100  | José Riva                      | PSDB    | 65.387  | 5,12%      | Guaçuí                | Espírito Santo     |
| 22122  | Humberto Bosaipo               | PL      | 52.310  | 4,10%      | Goiânia               | Goiás              |
| 33633  | Sérgio Ricardo                 | PMN     | 32.092  | 2,51%      | Marília               | São Paulo          |
| 45000  | Chico Daltro                   | PSDB    | 26.638  | 2,09%      | Cuiabá                | Mato Grosso        |
| 15555  | Silval Barbosa                 | PMDB    | 24.641  | 1,93%      | Borrazópolis          | Paraná             |
| 40140  | Eliene Lima                    | PSB     | 24.520  | 1,92%      | Tiros                 | Minas Gerais       |
| 25125  | Campos Neto                    | PFL     | 24.257  | 1,90%      | Cuiabá                | Mato Grosso        |
| 25800  | Zéca D'Ávila                   | PFL     | 23.498  | 1,84%      | Cuiabá                | Mato Grosso        |
| 25000  | Joaquim Sucena                 | PFL     | 23.318  | 1,83%      | São José do Rio Preto | São Paulo          |
| 45145  | Dilceu Dal Bosco               | PSDB    | 21.490  | 1,68%      | Jupiá                 | Santa Catarina     |
| 13566  | Dr. Ságuas Moraes              | PT      | 21.431  | 1,68%      | Mineiros              | Goiás              |
| 23456  | Carlos Brito                   | PPS     | 21.377  | 1,67%      | Recreio               | Minas Gerais       |
| 22123  | Hermínio J. Barreto            | PL      | 20.122  | 1,58%      | Campo Grande          | Mato Grosso do Sul |
| 23666  | João Malheiros                 | PPS     | 19.985  | 1,56%      | Cuiabá                | Mato Grosso        |
| 45163  | Pedro Satélite                 | PSDB    | 18.656  | 1,46%      | Dionísio Cerqueira    | Santa Catarina     |
| 45645  | Carlão Nascimento              | PSDB    | 18.320  | 1,43%      | Dourados              | Mato Grosso do Sul |
| 15152  | Zé Carlos do Pátio             | PMDB    | 18.316  | 1,43%      | Londrina              | Paraná             |
| 40040  | Mauro Savi                     | PSB     | 17.941  | 1,40%      | Medianeira            | Paraná             |
| 14567  | Engº Sebastião Machado Rezende | PTB     | 17.464  | 1,37%      | Rondonópolis          | Mato Grosso        |
| 45200  | Renê Barbour                   | PSDB    | 17.185  | 1,35%      | Jales                 | São Paulo          |
| 13678  | Verinha Araújo                 | PT      | 16.193  | 1,27%      | Valparaíso            | São Paulo          |
| 45111  | Alencar Soares                 | PSDB    | 15.399  | 1,21%      | Guiratinga            | Mato Grosso        |
| 11133  | José Carlos Freitas            | PPB     | 13.439  | 1,05%      | Uberlândia            | Minas Gerais       |
| 15777  | Pastor Nataniel de Jesus       | PMDB    | 12.831  | 1,00%      | Rio de Janeiro        | Rio de Janeiro     |